# Zentralbank von Eswatini
Die Zentralbank von Eswatini (englisch Central Bank of Eswatini, Siswati Umntsholi Wemaswati) ist die Zentralbank des Königreichs Eswatini. Bis 2018 firmierte sie noch unter dem Namen Central Bank of Swaziland. Sie befindet sich in der Hauptstadt Mbabane in der Region Hhohho.
Die Bank und damit eine eigene Geldpolitik wurde 1974 durch König Sobhuza II. begründet. 1974 wurde am Unabhängigkeitstag die neue Währung und das gesetzliche Zahlungsmittel Lilangeni ausgegeben. Anfangs wurden die Räumlichkeiten einer swasiländischen Bank angemietet, 1979 wurde ein eigenes Gebäude der Zentralbank Umntsholi Wemaswati mit Tresorraum und Gold- und Devisenreserven eingeweiht.
Die Zentralbank gibt festverzinsliche Wertpapiere (Bonds) mit 3, 5, 7 und 10 Jahren Laufzeit aus. Wöchentlich werden kurzfristige Schuldverschreibungen (Treasury Bills) mit Laufzeiten zwischen 91 Tagen und einem Jahr versteigert. Sie vergibt außerdem die Internationalen Wertpapierkennnummern für alle Wertpapiere aus Eswatini.
Die Zentralbank von Eswatini ist eingebunden in den Bereich der Common Monetary Area, in der Südafrika, Namibia, Lesotho und Eswatini eingebunden sind. Obwohl diese politisch eigenständigen Staaten ihre eigene Währung ausgeben, sind alle vier Währungen von der South African Reserve Bank kontrolliert und der Wechselkurs ist unveränderlich festgelegt mit 1:1 zum Südafrikanischen Rand. In allen vier Ländern ist außerdem der Südafrikanische Rand neben den lokalen Währungen gesetzliches Zahlungsmittel.